# Воєнні злочини в Кіровоградській області під час російсько-української війни
3 травня 2022 року дві ворожі ракети влучили по залізничній інфраструктурі, внаслідок чого були загиблі та поранені.